# Heinrich von Bülow

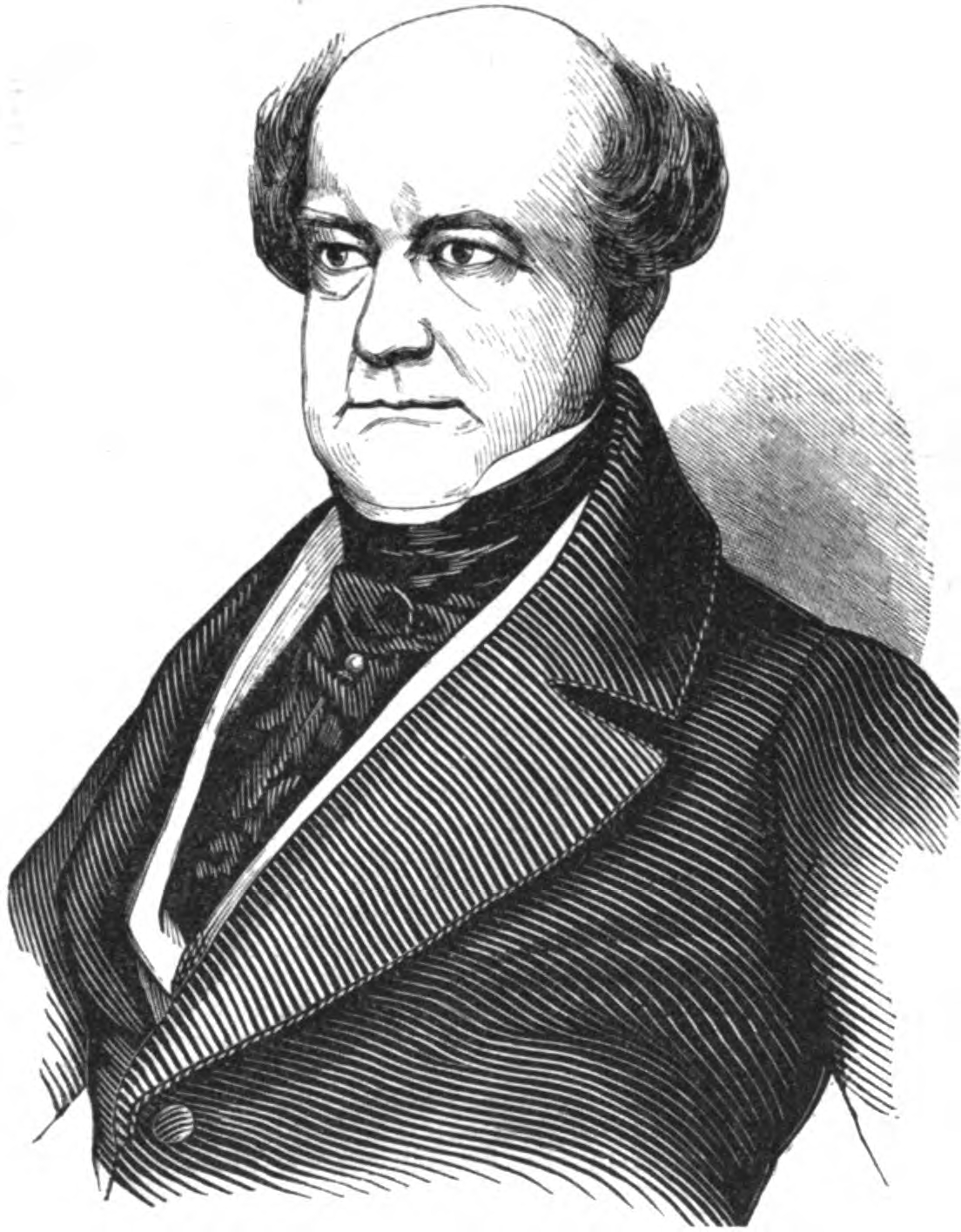
Heinrich von Bülow.

Heinrich von Bülow, född 19 september 1792, död 6 februari 1846, var en preussisk friherre och diplomat.
von Bülow verkade först under Wilhelm von Humboldt i Frankfurt am Main, och då denne blev tysk minister i London, följde von Bülow med som hans legationssekreterare. Bägge återvände 1819 till Berlin. År 1827 blev von Bülow själv tysk minister i London, var 1841–1842 preussiskt sändebud vid förbundsdagen och fungerade 1842–1844 som utrikesminister. von Bülow inlade stora förtjänster, då det gällde att förbereda tullunionen i Tyskland.